# Sergij Vilfan
Sergij Vilfan (Trieste, 5 aprile 1919 – Lubiana, 16 marzo 1996) è stato uno storico sloveno.

## Biografia
Per via del lavoro del padre, che era un ufficiale di Marina, Sergij Vilfan trascorse i suoi primi anni in diverse città, come Bratislava, Vienna e Ragusa di Croazia. A Lubiana conseguì la laurea in diritto nel 1937 e il dottorato nel 1941.
Dal 1950 al 1972 diresse l'Archivio civico di Lubiana, dotandolo di una nuova sede e rendendolo un istituto scientifico. In quegli anni divenne uno dei massimi esperti di scienze archivistiche della Jugoslavia, tanto che gli fu incaricato di insegnare all'Università di Lubiana Storia dello Stato e del diritto dal 1970 fino al suo pensionamento nel 1989.
Diede importanti contributi alla storia del diritto, all'etnologia giuridica, alla storia sociale ed economica, alla metrologia e agli studi archivistici. Alcune sue opere restano tutt'ora imprescindibili nel suo campo di studi, come la trattazione sulla storia dei provvedimenti in Slovenia (1954) e la storia giuridica degli sloveni dall'insediamento al crollo della vecchia Jugoslavia, definita "la trattazione finora più estesa e completa della storia del diritto in territorio sloveno" da Bogo Grafenauer.
Si fece conoscere al pubblico internazionale con Rechstgeschichte der Slowenen bis zum Jahre 1941, pubblicato a Graz e incentrato sulle questioni della storia giuridica slovena. Nel 1988 pubblicò una serie in lingua tedesca dal titolo Handbuch der Quellen und Literatur der neueren europäischen Privattrechstgeschichte, una presentazione di fonti per la storia del diritto civile in Jugoslavia. Nel 1996 pubblicò la monografia Zgodovinska pravotvornost in Slovenci, considerata "l'opera più importante e ponderosa della storia giuridica slovena" (J. Kranjc), nella quale presenta principalmente vari fenomeni del diritto consuetudinario nei ceti sociali più bassi. In merito alla storia delle città e delle province pubblicò l'enciclopedia in due volumi "Storia economica e sociale della Sloveni" (1970, 1980).
Vilfan fu membro della commissione internazionale per la storia delle città (nonché presidente per un certo periodo), per la storia dei parlamenti e per la metrologia storica. Fu anche membro corrispondente dell'Accademia polacca delle scienze (dal 1987) e austriaca (dal 1988).

## Opere
- Pravna zgodovina Slovencev ("Legal History of Slovenes". Ljubljana: Slovenska matica, 1961).
- Rechtsgeschichte der Slowenen bis zum Jahre 1941. Graz: Leykam Verlag, 1968.
- Die deutsche Kolonisation nordöstlich der oberen Adria und ihre sozialgeschichten Grundlagen, Sigmaringen: Jan Thorbecke, 1974.
- Wirtschaftsgeschichte und Rechtsgeschichte, Graz: Università di Graz, 1985.
- Les communautés rurales entre l'occident et les Balkans: formes Slovenes jusqu'au début du XXe siecle, Paris: Dessain et Tolra, 1986.
- L'individu face au pouvoir à la fin du moyen age : essai de comparaison entre l'Empire serbe et les provinces alpines du Sud-Est, Brussels: Editions de la libraire encyclopédique, 1989.
- Crown, Estates and the Financing of Defence in Inner Austria, 1500-1630 (London: Macmillan & School of Slavonic and East European Studies University of London, 1991)
- Towns and States at the Juncture of the Alps, the Adriatic, and Pannonia (Boulder, San Francisco, Oxford: Westview Press, 1994).